# Badischer Fußballverband
Der Badische Fußballverband (bfv) ist die Dachorganisation aller 615 Fußballvereine in Nordbaden mit 203.875 Mitgliedern und 3.655 Mannschaften. Er wurde am 7. Juli 1946 in Eppelheim gegründet und ist einer der 21 Landesverbände des DFB. Auch grenznahe Vereine aus dem württembergischen Landesteil sind teilweise im Badischen Fußballverband geführt, beispielsweise im östlichen Enzkreis um Mühlacker.
Sitz ist seit 1953 die Sportschule Schöneck in Karlsruhe. Sie entstand im Zuge des Aufstiegs des Fußballsports in den Nachkriegsjahren und wurde 1953 am Durlacher Turmberg fertiggestellt und eingeweiht.
An der Spitze des Verbandes steht derzeit Ronny Zimmermann als Präsident.
Das Verbandsgebiet ist in neun Kreise (Tauberbischofsheim, Buchen, Mosbach, Sinsheim, Heidelberg, Mannheim, Bruchsal, Karlsruhe und Pforzheim) aufgeteilt.
Der Verband gewann den Länderpokal des DFB, auch bekannt als Amateur-Länderpokal, in den Jahren 1967, 1969, 1972, 1973, 1996. Die U15-Juniorinnen gewannen 2013 den Länderpokal.
Die höchste vom Verband organisierte Spielklasse ist die Verbandsliga Baden.
Jährlich spielen die Mitgliedsvereine den Badischen Pokal aus. Der Gewinn des bfv-Rothaus-Pokals der Herren berechtigt zur Teilnahme am DFB-Pokal.

## Vereine des BFV in höheren Ligen | Saison 2025/26

### Herren-Fußball
| Nationale Ligastufe | Bezeichnung                | Anzahl | Vereine                                                     |
| ------------------- | -------------------------- | ------ | ----------------------------------------------------------- |
| 1.                  | 1. Bundesliga              | 1      | TSG 1899 Hoffenheim                                         |
| 2.                  | 2. Bundesliga              | 1      | Karlsruher SC                                               |
| 3.                  | 3. Liga                    | 2      | SV Waldhof Mannheim TSG Hoffenheim II                       |
| 4.                  | Regionalliga Südwest       | 2      | SV Sandhausen FC-Astoria Walldorf                           |
| 5.                  | Oberliga Baden-Württemberg | 4      | FC Nöttingen 1. CfR Pforzheim VfR Mannheim Karlsruher SC II |

### Frauen-Fußball
| Nationale Ligastufe | Bezeichnung                       | Anzahl | Vereine                           |
| ------------------- | --------------------------------- | ------ | --------------------------------- |
| 1.                  | 1. Frauen-Bundesliga              | 1      | TSG Hoffenheim                    |
| 2.                  | 2. Frauen-Bundesliga              | 0      |                                   |
| 3.                  | Frauen-Regionalliga Süd           | 2      | TSG Hoffenheim U20 Karlsruher SC  |
| 4.                  | Frauen-Oberliga Baden-Württemberg | 2      | Karlsruher SC II 1. FC Mühlhausen |

### Futsal
| Nationale Ligastufe | Bezeichnung             | Anzahl | Vereine                                                           |
| ------------------- | ----------------------- | ------ | ----------------------------------------------------------------- |
| 1.                  | Futsal-Bundesliga       | 0      |                                                                   |
| 2.                  | Futsal-Regionalliga Süd | 1      | Karlsruher SC, Remchinger Futsal Club (FC Alemannia Wilferdingen) |

## Ligapyramiden
| Nationale Ligastufe                                                                       | Herren-Fußball \| Ligapyramide des Badischen Fußballverbandes | Herren-Fußball \| Ligapyramide des Badischen Fußballverbandes | Herren-Fußball \| Ligapyramide des Badischen Fußballverbandes | Herren-Fußball \| Ligapyramide des Badischen Fußballverbandes | Herren-Fußball \| Ligapyramide des Badischen Fußballverbandes | Herren-Fußball \| Ligapyramide des Badischen Fußballverbandes | Herren-Fußball \| Ligapyramide des Badischen Fußballverbandes | Herren-Fußball \| Ligapyramide des Badischen Fußballverbandes | Herren-Fußball \| Ligapyramide des Badischen Fußballverbandes |
| ----------------------------------------------------------------------------------------- | ------------------------------------------------------------- | ------------------------------------------------------------- | ------------------------------------------------------------- | ------------------------------------------------------------- | ------------------------------------------------------------- | ------------------------------------------------------------- | ------------------------------------------------------------- | ------------------------------------------------------------- | ------------------------------------------------------------- |
| 6.                                                                                        | Verbandsliga Baden                                            | Verbandsliga Baden                                            | Verbandsliga Baden                                            | Verbandsliga Baden                                            | Verbandsliga Baden                                            | Verbandsliga Baden                                            | Verbandsliga Baden                                            | Verbandsliga Baden                                            | Verbandsliga Baden                                            |
| 7.                                                                                        | Landesliga Mittelbaden                                        | Landesliga Mittelbaden                                        | Landesliga Mittelbaden                                        | Landesliga Rhein/Neckar                                       | Landesliga Rhein/Neckar                                       | Landesliga Rhein/Neckar                                       | Landesliga Odenwald                                           | Landesliga Odenwald                                           | Landesliga Odenwald                                           |
| 8.                                                                                        | Kreisliga Karlsruhe                                           | Kreisliga Bruchsal                                            | Kreisliga Pforzheim                                           | Kreisliga Mannheim                                            | Kreisliga Heidelberg                                          | Kreisliga Sinsheim                                            | Kreisliga Tauberbischofsheim                                  | Kreisliga Buchen (Odenwald)                                   | Kreisliga Mosbach                                             |
| Kreisklassen der Kreisverbände (Kreisklasse A, B, C; gegebenenfalls in mehreren Staffeln) |                                                               |                                                               |                                                               |                                                               |                                                               |                                                               |                                                               |                                                               |                                                               |

| Nationale Ligastufe | Frauen-Fußball \| Ligapyramide des Badischen Fußballverbandes | Frauen-Fußball \| Ligapyramide des Badischen Fußballverbandes | Frauen-Fußball \| Ligapyramide des Badischen Fußballverbandes | Frauen-Fußball \| Ligapyramide des Badischen Fußballverbandes |
| ------------------- | ------------------------------------------------------------- | ------------------------------------------------------------- | ------------------------------------------------------------- | ------------------------------------------------------------- |
| 5.                  | Verbandsliga                                                  | Verbandsliga                                                  | Verbandsliga                                                  | Verbandsliga                                                  |
| 6.                  | Landesliga Mittelbaden                                        | Landesliga Rhein-Neckar/Odenwald                              | Landesliga Rhein-Neckar II                                    |                                                               |
| 7.                  | Landesliga Kleinfeld Staffel 1 Mannheim/Heidelberg            | Landesliga Kleinfeld Staffel 2 Rhein-Neckar                   | Landesliga Kleinfeld Staffel 3 Karlsruhe/Bruchsal             | Landesliga Kleinfeld Staffel 4 Pforzheim                      |